# Central hidroeléctrica

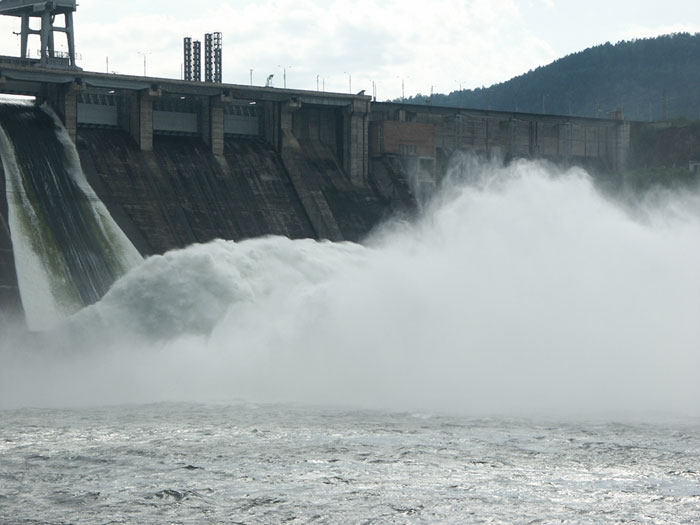
Central hidroeléctrica de Krasnoyarsk, Rusia

Corte transversal de una represa hidroeléctrica

Una central hidroeléctrica (también, estación hidroeléctrica) es una instalación que utiliza energía hidráulica para la generación de energía eléctrica. Es el resultado de la evolución de los antiguos molinos hidráulicos, que aprovechaban la corriente de los ríos para generar energía. En general, estas centrales aprovechan la energía potencial gravitatoria que posee la masa de agua de un cauce natural en virtud de un desnivel, también conocido como salto geodésico. En su caída entre dos niveles del cauce, se hace pasar el agua por una turbina hidráulica que transmite energía a un generador eléctrico, donde se transformará en energía eléctrica.

## Consideraciones generales

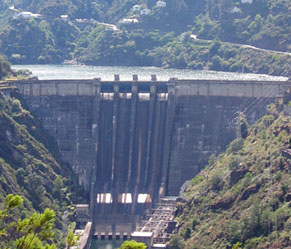
Central hidroeléctrica en Grandas de Salime (Asturias, España)

A finales del siglo XIX, la energía hidroeléctrica se convirtió en una de las fuentes para generar electricidad. La primera central hidroeléctrica se construyó en las cataratas del Niágara en 1879. En 1881, las farolas de la ciudad de Niagara Falls funcionaban mediante energía hidroeléctrica.
Una central hidroeléctrica clásica es un sistema que consiste en tres partes: una central eléctrica en la que se produce la electricidad; una presa que puede abrirse y cerrarse para controlar el paso del agua; y un depósito en que se puede almacenar agua. El agua de detrás de la presa fluye a través de una entrada y hace presión contra las palas de una turbina, lo que hace que éstas se muevan. La turbina hace girar un generador para producir la electricidad. La cantidad de electricidad que se puede generar depende de hasta dónde llega el agua y de la cantidad de ésta que se mueve a través del sistema. La electricidad puede transportarse mediante cables eléctricos de gran longitud hasta casas, fábricas y negocios. 
La energía hidroeléctrica proporciona casi un quinto de la electricidad de todo el mundo. China, Canadá, Brasil, Paraguay, Estados Unidos y Rusia fueron los cinco mayores productores de este tipo de energía en 2004. Una de las centrales hidroeléctricas de mayor tamaño del mundo se encuentra en los Tres Cañones en el río Yangtsé de China. El depósito de estas instalaciones empezó a llenarse en 2003, pero no se espera que la central esté en pleno funcionamiento hasta 2009. La presa mide 2,3 kilómetros de ancho y 185 metros de alto.
La central hidroeléctrica de mayor tamaño de los Estados Unidos se encuentra junto a la presa Grand Coulee, en el río Columbia, en la zona norte del estado de Washington. Más del 70 por ciento de la electricidad producida en este estado proviene de centrales hidroeléctricas.
La energía hidroeléctrica es la que genera electricidad de forma más barata en la actualidad. Esto se debe a que, una vez que la presa se ha construido y se ha instalado el material técnico, la fuente de energía (agua en movimiento) es gratuita. Esta fuente de energía es limpia y se renueva cada año a través del deshielo y las precipitaciones.
Además, este tipo de energía es fácilmente accesible, ya que los ingenieros pueden controlar la cantidad de agua que pasa a través de las turbinas para producir electricidad según sea necesario. Además, los depósitos pueden ofrecer oportunidades recreativas, tales como zonas de baño y de paseo en barca.
Sin embargo, la construcción de presas en los ríos puede destruir o afectar a la flora y la fauna y otros recursos naturales. Algunos peces, como el salmón, podrían encontrarse con la imposibilidad de nadar río arriba para desovar. Las últimas tecnologías, como las escaleras de peces, ayudan a los salmones a pasar por encima de las presas y a entrar en zonas de desove a contracorriente, pero la presencia de las presas hidroeléctricas cambia sus patrones migratorios y perjudica a las poblaciones de peces. Las centrales hidroeléctricas también pueden provocar la disminución de los niveles de oxígeno disuelto en el agua, lo que resulta dañino para los hábitats fluviales.

## Características de una central hidroeléctrica

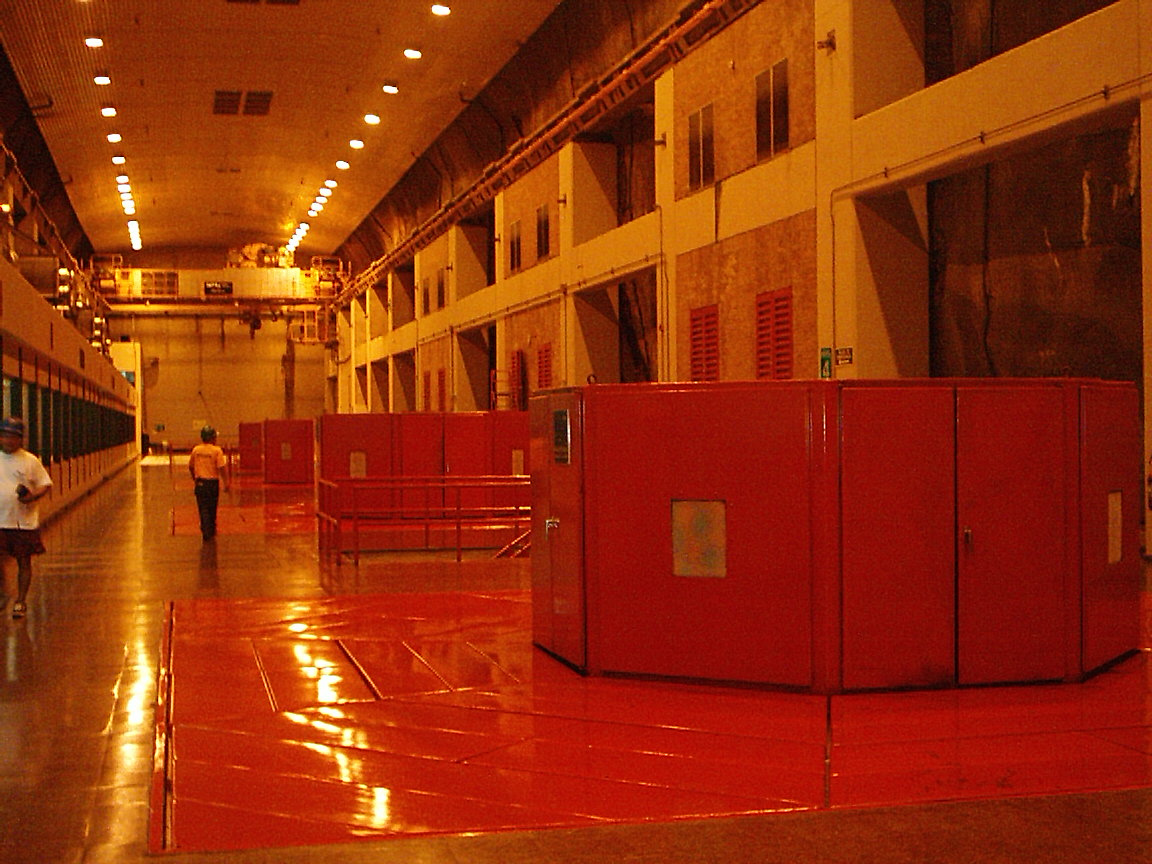
Casa de máquinas de la central hidroeléctrica del Guavio, Colombia

Las dos características principales de una central hidroeléctrica, desde el punto de vista de su capacidad de generación de electricidad, son:
- La potencia, que está en función del desnivel existente entre el nivel medio del embalse y el nivel medio de las aguas debajo de la central, y del caudal máximo turbinable, además de las características de las turbinas y de los generadores usados en la transformación.
- La energía garantizada en un lapso de tiempo determinado, generalmente un año, que está en función del volumen útil del embalse, y de la potencia instalada.

La potencia de una central puede variar desde unos pocos megavatios, como en el caso de las centrales minihidráulicas, hasta decenas de miles, como en los casos de la represa de Itaipú, entre Brasil y Paraguay, que tiene una potencia de 14 000 MW, o la presa de las Tres Gargantas, en China, con una potencia de 22 500 MW.
Las centrales hidroeléctricas y las centrales térmicas —que usan combustibles fósiles— producen la energía eléctrica de una manera muy similar. En ambos casos la fuente de energía es usada para impulsar una turbina que hace girar un generador eléctrico, que es el que produce la electricidad. Una central térmica usa calor para, a partir de agua, producir el vapor que acciona sobre los álabes de la turbina, en contraste con la planta hidroeléctrica, que usa directamente la fuerza del agua para accionar la turbina.
Las centrales hidroeléctricas permiten, además, disminuir los gastos de los países en combustibles fósiles. Por ejemplo, el Proyecto Hidroeléctrico Palomino, ubicado en la República Dominicana, le ahorrará al país alrededor de 400 000 barriles de petróleo al año.
Los tipos de turbinas que hay para la transformación de energía mecánica en energía eléctrica son Francis, Turgo, Kaplan y Pelton.

## Potencia de una central hidroeléctrica
La potencia de una central hidroeléctrica se mide generalmente en megavatios (MW) y se calcula mediante la fórmula siguiente:
{\displaystyle P_{e}=\rho \cdot g\cdot \eta _{t}\cdot \eta _{g}\cdot \eta _{m}\cdot Q\cdot H}
donde:
- Pe = potencia en vatios (W)
- ρ = densidad del fluido en kg/m³
- g = aceleración de la gravedad (m/s²)
- ηt = rendimiento de la turbina hidráulica (entre 0.75 y 0.94)
- ηg = rendimiento del generador eléctrico (entre 0.92 y 0.97)
- ηm = rendimiento mecánico del acoplamiento turbina alternador (0.95/0.99)
- Q = caudal turbinable en m³/s
- H = desnivel disponible en la presa entre aguas arriba y aguas abajo, en metros

En una central hidroeléctrica se define:
- Potencia media: potencia calculada mediante la fórmula de arriba considerando el caudal medio disponible y el desnivel medio disponible.
- Potencia instalada: potencia nominal de los grupos generadores instalados en la central.

## Tipos de centrales hidroeléctricas

### Según su ubicación respecta a la rasante
- Centrales al aire libre, al pie de la presa, o relativamente alejadas de esta. Están conectadas por medio de una tubería a presión.
- Centrales en caverna, generalmente conectadas al embalse por medio de túneles, tuberías a presión, o por la combinación de ambas.

### Según su régimen de flujos

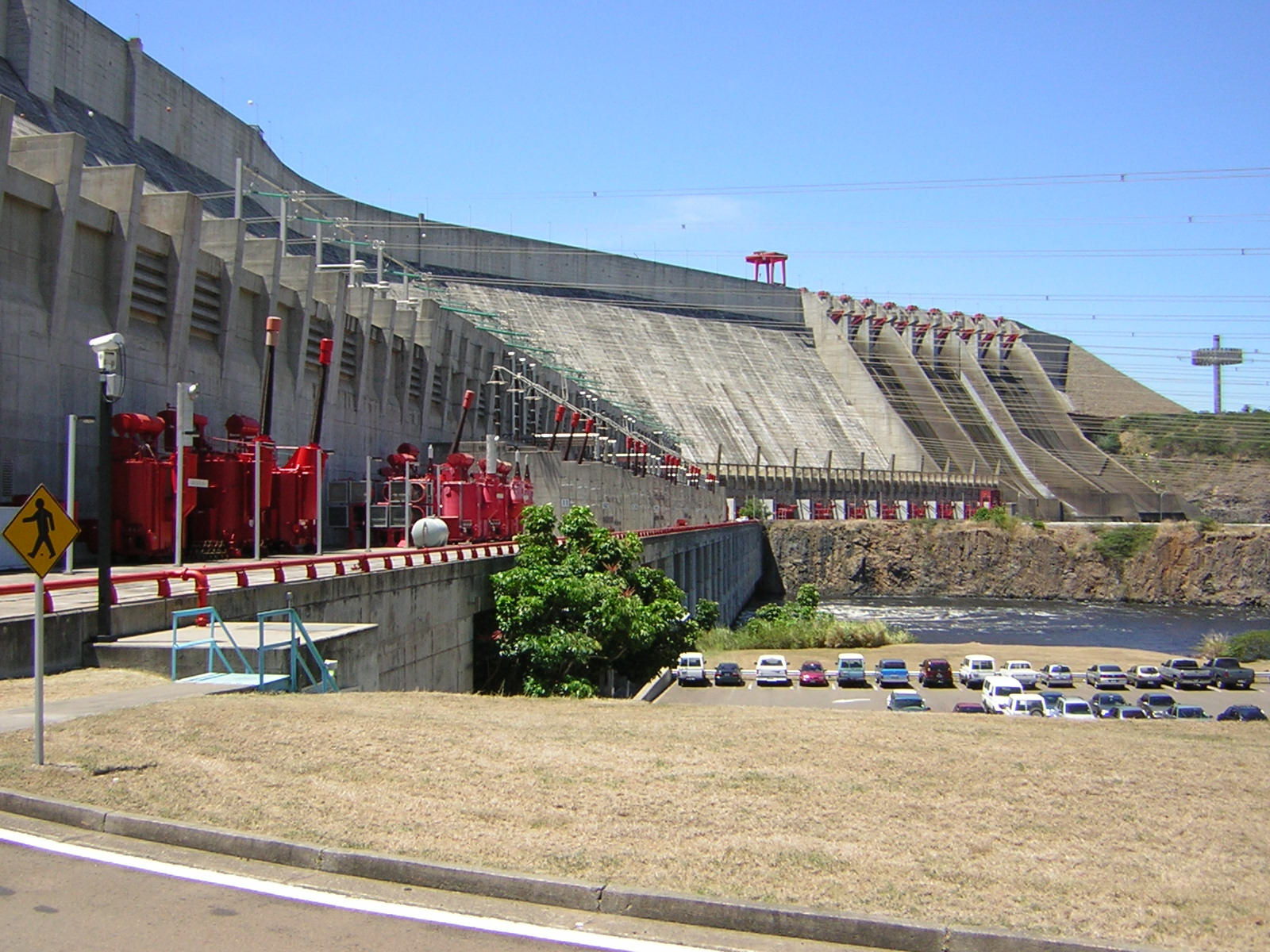
Central Hidroeléctrica Simón Bolívar (Venezuela)

- Centrales de agua fluyente:

También denominadas «centrales de filo de agua» o «de pasada», utilizan parte del flujo de un río para generar energía eléctrica. Operan de forma continua porque no tienen capacidad para almacenar agua al no disponer de embalse. Turbinan el agua disponible en el momento limitadas por la capacidad instalada. En estos casos las turbinas pueden ser de eje vertical, cuando el río tiene una pendiente fuerte, u horizontal, cuando la pendiente del río es baja.
- Centrales de embalse:

Es el tipo más frecuente de central hidroeléctrica. Utilizan un embalse para almacenar agua e ir graduando el caudal que pasa por la turbina. Es posible generar energía durante todo el año si se dispone de reservas suficientes. Requieren una inversión mayor.
- Centrales de regulación:

Almacenan el agua que fluye por el río capaz de cubrir horas de consumo.
- Centrales de bombeo o reversibles:

Una central hidroeléctrica reversible es una central hidroeléctrica que, además de poder transformar la energía potencial del agua en electricidad, tiene la capacidad de hacerlo a la inversa, es decir, aumentar la energía potencial del agua (por ejemplo subiéndola a un embalse) consumiendo para ello energía eléctrica. De esta manera puede utilizarse como un método de almacenamiento de energía (una especie de batería gigante). Están concebidas para satisfacer la demanda energética en horas pico y almacenar energía en horas valle.
Aunque lo habitual es que estas centrales turbinen/bombeen el agua entre dos embalses a distinta altura, existe un caso particular llamado centrales de bombeo puro, en las que el embalse superior se sustituye por un gran depósito cuya única aportación de agua es la que se bombea del embalse inferior.

### Según su altura de caída del agua
- Centrales de alta presión

Que corresponden con el high head, y que son las centrales de más de 200 m de desnivel, por lo que solían equiparse con turbinas Pelton.
- Centrales de media presión

Son las centrales con un desnivel de 20 a 200 m, siendo dominante el uso de turbinas Francis, aunque también se pueden usar turbinas Kaplan.
- Centrales de baja presión

Que corresponden con el low head, son centrales con desniveles de agua de menos de 20 m; habitualmente utilizan turbinas Kaplan.
- Centrales de muy baja presión

Son centrales correspondientes equipadas con nuevas tecnologías, pues a partir de un cierto desnivel, las turbinas Kaplan no son aptas para generar energía. Serían en inglés las very low head, y suelen situarse por debajo de los 4 m.

### Otros tipos de centrales hidroeléctricas
- Centrales mareomotrices

Utilizan el flujo y reflujo de las mareas. Pueden ser ventajosas en zonas costeras donde las diferencias entre las mareas son amplias y las condiciones morfológicas de la costa permiten la construcción de una presa que corta la entrada y salida de la marea en una bahía. Se genera energía tanto en el momento del llenado como en el momento del vaciado de la bahía.
- Centrales mareomotrices sumergidas

Utilizan la energía de las corrientes submarinas. En 2002, en Gran Bretaña se implementó la primera de estas centrales a nivel experimental.
- Centrales que aprovechan el movimiento de las olas

Este tipo de central es objeto de investigación desde la década de 1980. A inicios de agosto de 1995, el Ocean Swell Powered Renewable Energy (OSPREY) construyó la primera central que utiliza la energía de las olas en el norte de Escocia. La potencia de esta central era de 2 MW, pero fue destruida un mes más tarde por un temporal.

## Partes de una central hidroeléctrica
- Tubería forzada
- Presa
- Turbina hidráulica
- Generador eléctrico
- Transformador
- Líneas eléctricas
- Compuertas y válvulas hidráulicas
- Embalse
- Turbina
- Torre piezométrica

## Funcionamiento

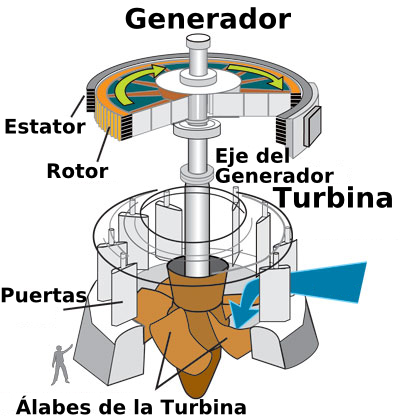
Turbina hidráulica y generador eléctrico

El tipo de funcionamiento de una central hidroeléctrica puede variar a lo largo de su vida útil. Las centrales pueden operar en régimen de:
- generación de energía de base;
- generación de energía en períodos de punta. Estas a su vez se pueden dividir en:
  - centrales tradicionales;
  - centrales reversibles o de bombeo.

La demanda de energía eléctrica de una ciudad, región, o país, tiene una variación a lo largo del día. Esta variación es función de muchos factores, entre los que se destacan:
- tipos de industrias existentes en la zona y turnos que estas realizan en su producción;
- tipo de cocina doméstica que se utiliza más frecuentemente;
- tipo de calentador de agua que se permite utilizar;
- la estación del año;
- la hora del día en que se considera la demanda.

La generación de energía eléctrica debe seguir la curva de demanda; así, a medida que aumenta la potencia demandada deberá incrementarse el caudal turbinado, o iniciar la generación con unidades adicionales en la misma central, e incluso iniciando la generación en centrales reservadas para estos períodos.

## Impacto ambiental
Los potenciales impactos ambientales de los proyectos hidroeléctricos son siempre significativos. Sin embargo, existen muchos factores que influyen en la necesidad de aplicar medidas de prevención en todo. Las represas y reservorios pueden ser multipropósito: si las características de lluvia en la cuenca hidrográfica y el caudal del río, y los modelos de uso del agua y la energía lo permiten, los reservorios hidroeléctricos pueden proporcionar uno o más de los siguientes servicios: riego, control de inundaciones, fuente de agua, recreación, pesca, navegación, control de sedimento, control de los atascamientos de hielo y control de las roturas de los lagos glaciales. Cada uno de estos componentes por sí mismos tienen impactos ambientales, positivos y negativos que deben ser analizados y evaluados para proponer medidas de mitigación, si fuera el caso.
La construcción y operación de la represa y el embalse constituyen la fuente principal de impactos del proyecto hidroeléctrico. Los proyectos de las represas de gran alcance pueden causar cambios ambientales irreversibles en una área geográfica muy extensa. Durante la última década han aumentado las críticas a estos proyectos. Los críticos más severos sostienen que los costos sociales, ambientales y económicos de estas represas pesan más que sus beneficios y que, por lo tanto, no se justifica la construcción de las represas grandes. Otros mencionan que, en algunos casos, los costos ambientales y sociales puede ser evitados o reducidos a un nivel aceptable si se evalúan cuidadosamente los problemas potenciales y se implantan medidas correctivas, que son costosas.
Algunas presas presentan fallos o errores de construcción como es el caso de la presa de Sabaneta, ubicada en la provincia de San Juan, República Dominicana. Esta presa ha presentado grandes inconvenientes en las temporadas de huracanes pasadas, producto de su poca capacidad de desagüe y también a que su dos vertederos comienzan a operar después que el embalse está lleno.
El área de influencia de una represa se extiende desde los límites superiores del embalse hasta los estuarios, las zonas costeras y costa afuera, e incluyen el embalse, la represa y la cuenca del río aguas abajo. Hay impactos ambientales directos asociados con la construcción de la represa (por ejemplo, el polvo, la erosión, problemas con el material de  préstamo y con los desechos), pero los impactos más importantes son la inundación de la cuenca para formar el embalse, y la alteración del caudal de agua aguas abajo. Estos efectos ejercen impactos directos en los suelos, la vegetación, la fauna, la pesca, el clima y la población humana del área.
Los efectos indirectos de la represa incluyen los que se asocian con la construcción, el mantenimiento y el funcionamiento de la represa (por ejemplo, los caminos de acceso, los campamentos de construcción o las líneas de transmisión de energía) y el desarrollo de las actividades agrícolas, industriales o municipales que posibilita la represa.
Además de los efectos directos e indirectos de la construcción de la represa sobre el medio ambiente, se deberán considerar los efectos del medio ambiente sobre la represa. Los principales factores ambientales que afectan el funcionamiento y la vida de la represa son aquellos que se relacionan con el uso de la tierra, el agua y los otros recursos en las áreas de captación aguas arriba del reservorio (por ejemplo, la agricultura, la colonización o la deforestación) que pueden causar una mayor acumulación de limos, y cambios en la cantidad y calidad del agua del reservorio y del río.
La producción de energía eléctrica mediante hidroeléctricas se ha denominado como energía limpia y renovable. No obstante, los impactos sociales y ambientales de la construcción de presas, así como los efectos en la salud de la población han sido reconocidos desde hace mucho tiempo.
La retención de agua debido a la formación de los embalses trae consigo impactos ambientales, sociales y económicos. Estos impactos se manifiestan antes, durante y después de la construcción de una represa:
- Planeación: Durante la preparación de una mega construcción, los encargados del proyecto avisan al público sobre lo que se establecerá sobre el cuerpo del agua donde se llevara a cabo, es aquí donde se abordan los temas políticos, sociales, ambientales y económico.

- Construcción: Una vez aprobado el proyecto, la utilización de maquinaria sobre el paisaje es lo primero. La modificación y compactación del suelo es uno de los grandes impactos ambientales, ya que no solo cambia la estructura geológica de la corteza terrestre, sino que trae consigo, fragmentación de los ecosistemas y deforestación.

- Operación: Una vez en funcionamiento, La retención de agua en los reservorios modifica el régimen hidrológico e hidráulico de las corrientes de agua, de lotico (aguas fluviales) a lentico (aguas superficiales de muy bajo flujo como los lagos), afectando los procesos de escorrentía, de transporte de sedimentos y cambiando la geomorfología de los ríos antes y después de las estructuras.

Los impactos ambientales traen consecuencias en dos divisiones, aguas arriba y aguas abajo, esto quiere decir que existen diferentes problemas que se forman debido a la construcción de la represa.
- Aguas arriba: Los problemas que se generan aquí son debido al embalsamiento lo que interrumpe el régimen hidrológico, causando acumulación de sedimentos anóxicos, eutroficación en el embalsamiento, generación de gases de efecto invernadero por la descomposición de materia orgánica, brotes de sancudos, transformación de los ecosistemas loticos a lenticos.
- Aguas abajo: Las consecuencias que se generan aguas arriba tienen repercusión en esta parte del río, ya que toda la composición del agua transformada y modificada por las actividades humanas perjudica todo que este relacionado con el cuerpo de agua, a tal grado de que estas aguas llegan a los ecosistemas marino-costeros donde perjudican de manera irreversibles. Los ejemplos son:
- Cambios en los patrones de sedimentación.
- Obstaculización de especies migratorias descendentes y ascendentes.
- Aumento en la mortalidad de especies de importancia.
- Aumento de nitrógeno disuelto.
- Cambios en la temperatura y calidad del agua.
- Disminución del nivel del agua.

La importancia de las áreas costeras
Los beneficios que brindan los ecosistémicos de las áreas costeras son muy extensos. Son una barrera efectiva de defensa natural que previene diversas alteraciones ambientales, inundaciones, marejadas, tormentas, huracanes y elevación del nivel del mar. Además, proporcionan alimento,  refugio y protección para un gran número de organismos y contribuyen a través de sistemas naturales, a reducir contaminantes etc.

### Manejo de la cuenca hidrográfica
Es un fenómeno común ver el aumento en la presión sobre las áreas altas encima de la represa, como resultado del reasentamiento de la gente de las áreas inundadas y la afluencia incontrolada de los recién llegados al área. Se degrada el medio ambiente del sitio, la calidad del agua se deteriora, y las tasas de sedimentación del reservorio aumentan, a raíz de la deforestación para la agricultura, la presión sobre los pastos, el uso de químicos agrícolas, y la tala de los árboles para la obtención de madera o leña. Asimismo, el uso del terreno de la cuenca alta afecta la calidad y cantidad del agua que ingresa al río. Por eso, es esencial que los proyectos de las represas sean planificados y manejados considerando el contexto global de la cuenca del río y los planes regionales de desarrollo, incluyendo tanto las áreas superiores de captación, aguas arriba de la represa y la planicie de inundación, como las áreas de la cuenca hidrográfica, aguas abajo.

### Otros impactos ambientales
Los proyectos hidroeléctricos implican necesariamente la construcción de líneas de transmisión para transportar la energía a los centros de consumo.

## Beneficio

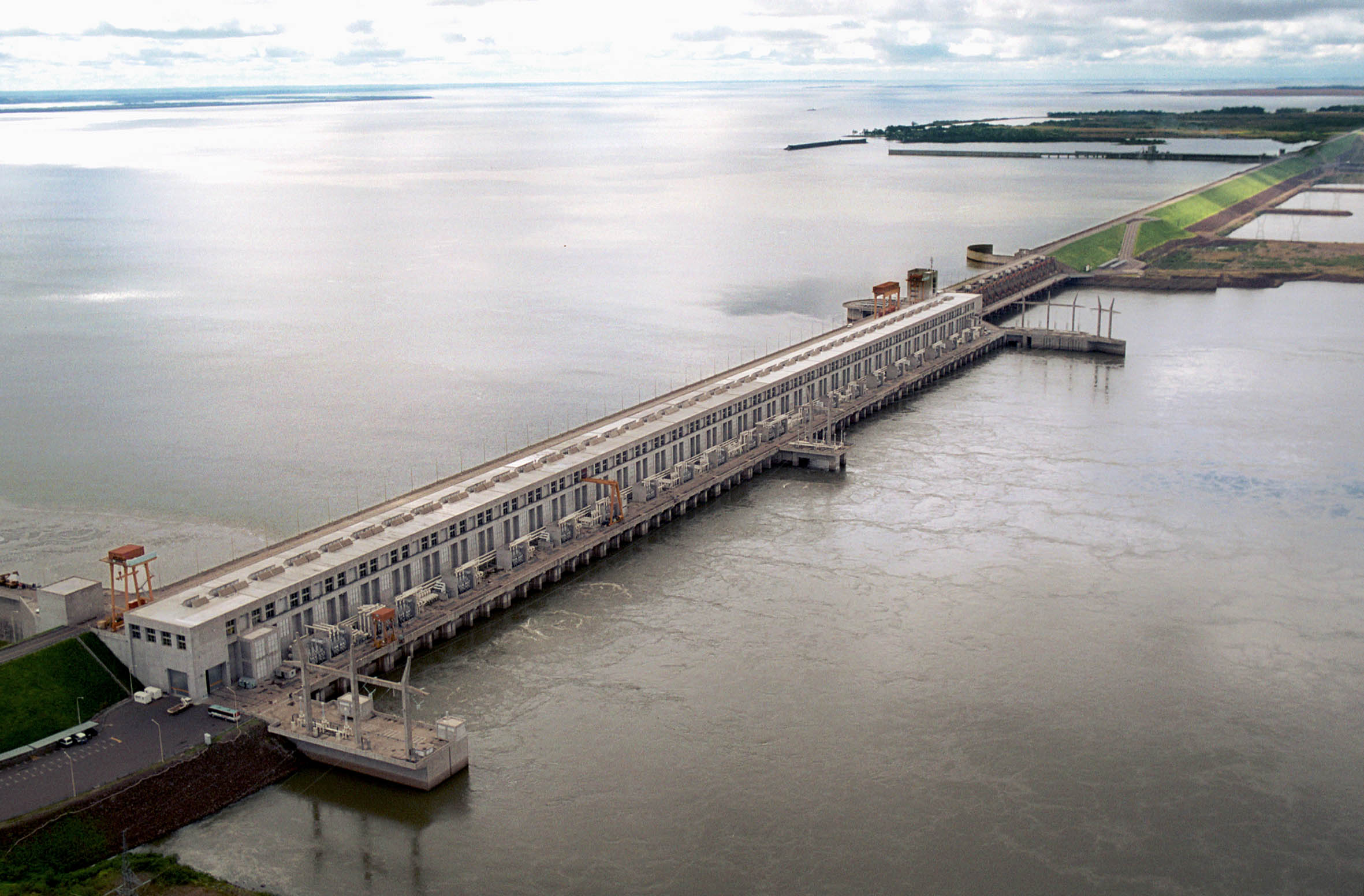
Represa Yacyretá, Argentina - Paraguay

El beneficio obvio del proyecto hidroeléctrico es la energía eléctrica, la misma que puede apoyar el desarrollo económico y mejorar la calidad de la vida en el área servida. Los proyectos hidroeléctricos requieren mucha mano de obra y ofrecen oportunidades de empleo. Los caminos y otras infraestructuras pueden dar a los pobladores mayor acceso a los mercados para sus productos, escuelas para sus hijos, cuidados de salud y otros servicios sociales.
Además, la generación de la energía hidroeléctrica proporciona una alternativa a la quema de los combustibles fósiles, o la energía nuclear, que permite satisfacer la demanda de energía sin producir agua caliente, emisiones atmosféricas, ceniza, desechos radioactivos ni emisiones de CO2.
Si el reservorio es realmente una instalación de usos múltiples —es decir, si los diferentes propósitos declarados en el análisis económico no son mutuamente inconsistentes—, los otros beneficios pueden incluir el control de las inundaciones y la provisión de un suministro de agua más confiable y de más alta calidad para el riego y para su uso doméstico e industrial.
La intensificación de la agricultura localmente mediante el uso del riego puede, a su vez, reducir la presión que existe sobre los bosques primarios, los hábitats intactos de la fauna, y las áreas en otras partes que no sean adecuadas para la agricultura. Asimismo, las represas pueden crear pesca en el reservorio y posibilidades para producción agrícola en el área del reservorio que pueden más que compensar las pérdidas sufridas por estos sectores debido a su construcción.